# Гастроэнтерология
1Ротовая полость
3Глотка
4Язык
6Слюнные железы
7Подъязычная железа
8Подчелюстная железа
9Околоушная железа
11Пищевод
12Печень
13Желчный пузырь
14Общий желчный проток
15Желудок
16Поджелудочная железа
17Проток поджелудочной железы
18Тонкая кишка
19Двенадцатиперстная кишка
20Тощая кишка
21Подвздошная кишка
22Аппендикс
23Ободочная кишка
24Поперечная ободочная кишка
25Восходящая ободочная кишка
26Слепая кишка
27Нисходящая ободочная кишка
28Сигмовидная кишка
29Прямая кишка
30Анус
Гастроэнтероло́гия (от др.-греч. γαστήρ, γαστρός — желудок + др.-греч. ἔντερον — кишка, кишки, кишечник + др.-греч. λόγος — учение) — раздел медицины, изучающий желудочно-кишечный тракт (ЖКТ) человека, его строение и функционирование, его заболевания и методы их лечения.
Раздел гастроэнтерологии, изучающий печень, желчный пузырь, желчные пути, их строение и функции, их заболевания и методы их лечения называется гепатология.
Раздел гастроэнтерологии, изучающий прямую кишку и задний проход, их строение и функции, их заболевания и методы их лечения называется проктология. Если изучаются все разделы толстой кишки (а не только прямая), то данная дисциплина называется колопроктология.
Гастроэнтерологическая помощь в Российской Федерации регламентируется приказами Минздравсоцразвития России № 539 2005 г., № 615 2006 г. и № 906н 2012 г.

## Область исследования гастроэнтерологии
Согласно «паспорту научной специальности „гастроэнтерология“», её областью исследования являются:
1. Эпидемиология заболеваний пищеварительной системы.
2. Экспериментальная и клиническая (прижизненная и аутопсийная) морфология.
3. Этиологические факторы — вирусные, микробные, простейшие, паразитарные, лекарственные, токсические, психические — заболеваний органов пищеварения.
4. Регуляторные механизмы органов пищеварения, пути их повреждений при патологии органов пищеварения.
5. Состояние органов пищеварения при других заболеваниях.
6. Состояние других систем при заболеваниях органов пищеварения.
7. Лечебные и профилактические методы при гастроэнтерологических заболеваниях.
8. Диагностические методики при заболеваниях органов пищеварения.
9. Заболевания пищевода, желудка и двенадцатиперстной кишки.
10. Заболевания тонкого и толстого отделов кишечника.
11. Заболевания прямой кишки.
12. Заболевания печени и билиарной системы.
13. Заболевания поджелудочной железы.
14. Секреция и моторика органов пищеварения.

## История
Хотя гастроэнтерология, как отдельная медицинская дисциплина, сформировалась сравнительно недавно, в начале XIX века, лечением органов пищеварения занимались с древности.
- В вавилонских и ассирийских медицинских сочинениях клинописью на обожжёных плитках встречаются симптомы заболеваний: боль в животе, изжога, рвота, рвота желчью, разные типы желтухи, метеоризм, понос, изменение цвета языка, потеря аппетита[5].
- В III веке до н. э. Эрасистрат изучал функции органов пищеварения на живых животных и наблюдал перистальтику желудка. Утверждал, что пищеварение происходит путём механического перетирания пищи желудком. Вскрывал человеческие трупы, описал печень и жёлчные протоки. Главной причиной болезней Эрасистрат считал излишества в пище и несварения её, которая засоряет сосуды, вследствие этого возникают воспаления, язвы и другие заболевания[6].
- В I веке нашей эры Клавдий Гален в своих трудах дал приблизительное описание язвы желудка, а также рекомендовал лечить её с помощью диеты.

### XVII век
- В 1648 году Ян Баптиста ван Гельмонт в своей книге «Ortus Medicinae»[7] высказал предположение, что пищеварение — химический процесс, который происходит с участием химических реагентов, названных им «ферментами».

### XVIII век
- В 1777 году Максимилиан Столл описал рак жёлчного пузыря[8][9].
- В 1780 году Ладзаро Спалланцани экспериментально доказал, что пищевые продукты могут перевариваться желудочным соком.

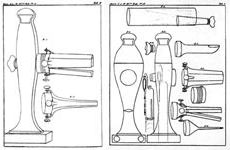
Эндоскоп («Lichtleiter») Филиппа Боццини

### XIX век
- В 1806 году Филипп Боццини изобрёл первый эндоскоп, который он предполагал использовать для исследования мочевыделительных органов и прямой кишки, названный им «Lichtleiter» («проводник света»)[10].
- В 1816 году Фридрих (Фёдор Карлович) Уден в своём фундаментальном труде «Академические чтения о хронических болезнях» впервые описал симптомы и методы лечения язвы желудка.
- В 1824 году Уильям Праут доказал, что в желудке секретируется именно соляная кислота[11].
- Адольф Куссмауль в 1868 году ввёл в практику гастроскопию с помощью металлической трубки с гибким обтуратором, а 1869-м — предложил аспирацию желудочного содержимого с помощью желудочных зондов с целью исследования состояния желудка[12].
- В 1871 году Карл Штёрк продемонстрировал эндоскоп из двух металлических трубок, сделанный на основе высказанной в 1870 году Луисом Валенбургом идеи[13].
- В 1876 году Карл Вильгельм фон Купфер описал свойства клеток печени, названых впоследствии «клетки Купфера».
- В 1879 году Генрих Квинке впервые описал гастроэзофагеальный рефлюкс и гастроэзофагеальную рефлюксную болезнь[14].
- В 1884 году Гуго Кронекер и Самуэль Мельцер провели первые манометрические исследования пищевода человека[15].

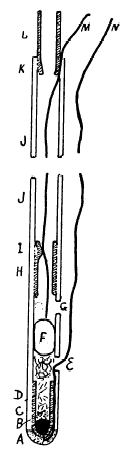
pH-зонд Макклендона

### XX век
- В 1915 году Джесси Макклендон впервые исследовал кислотность желудочного сока человека in vivo, сделав, тем самым, первую внутрижелудочную pH-метрию[16].
- В 1922 году Уолтер К. Альварес впервые сделал электрогастрографию животных и человека[17].
- В 1932 году Рудольф Шиндлер разработал конструкцию полугибкого линзового гастроскопа и описал эндоскопическую картину слизистой оболочки при некоторых заболеваниях желудка[13].
- В 1932 году Баррил Бернард Крон описал болезнь, названную его именем (болезнь Крона).
- В 1958 году Бэзил Хиршовиц с сотрудниками провёл первые исследования с помощью сконструированного ими фиброгастроскопа[13].
- В 1972 году Джэймс Блэк открыл новый класс противоязвенных препаратов — Н2-блокаторы[18].
- В 1979 году был синтезирован первый ингибитор протонного насоса — омепразол[18].
- В 1984 году Барри Маршалл и Робин Уоррен доказали, что Helicobacter pylori может быть причиной целого ряда заболеваний желудочно-кишечного тракта.

## Ведущие гастроэнтерологические учреждения
Ведущие российские научные и лечебные учреждения, кафедры, отделения гастроэнтерологического профиля:
- Первый московский государственный медицинский университет имени И. М. Сеченова. Клинический центр. Гастроэнтерологическое отделение.
- Российский национальный исследовательский медицинский университет имени Н. И. Пирогова. Лечебный факультет: кафедра госпитальной хирургии № 1 (клиническая база — ГКБ № 15), кафедра госпитальной хирургии № 2 (клиническая база — ГКБ № 31). Педиатрический факультет: кафедра детских болезней № 2 (клиническая база — гастроэнтерологическое отделение Российской детской клинической больницы).
- Московский государственный медико-стоматологический университет. Лечебный факультет. Кафедра пропедевтики внутренних болезней и гастроэнтерологии (клиническая база: ЦКБ № 1 РЖД, МСЧ № 33).
- Центральный научно-исследовательский институт гастроэнтерологии .
- Центральная клиническая больница с поликлиникой УДП РФ. Гастроэнтерологическое отделение.
- НИИ Гастроэнтерологии СибГМУ им. Г. К. Жерлова , город Северск (Томская область).

Главный специалист гастроэнтеролог Минздравсоцразвития России — директор клиники пропедевтики внутренних болезней, гастроэнтерологии, гепатологии Первого Московского государственного медицинского университета им. И. М. Сеченова, академик РАМН В. Т. Ивашкин.

## Инструментальные методы исследований в гастроэнтерологии
Современные методы исследования органов пищеварения включают: эндоскопию желудочно-кишечного тракта, ультразвуковые исследования, внутрижелудочную pH-метрию, манометрию органов ЖКТ, электрогастроэнтерографию, биопсию, лучевую диагностику и другие.

### Гастроинтестинальная эндоскопия
Эндоскопические исследования выполняются с помощью специальных аппаратов-эндоскопов, вводимых пациенту через естественные отверстия — рот или задний проход и передающих изображение в исследуемом органе или на окуляр эндоскопа или на монитор. В современной практике используются два типа гибких эндоскопов: волоконно-оптические фиброэндоскопы и видеоэндоскопы, оцифровывающие видимую в объектив картинку и передающие её в таком виде на монитор или окуляр. Эзофаго-, гастро-, дуодено- и/или еюноскопия показаны при подозрении на воспаление или язву, а также другие заболевания пищевода, желудка, тонкой кишки, фатерова сосочка. Колоноскопия — эндоскопическое исследование толстой кишки, показана при наличии клинических признаков, указывающих на поражение толстой кишки, наблюдении за пациентом в процессе лечения, при осмотрах, направленных на выявление на ранней стадии онкологических и других заболеваний.

Эндоскопические исследования пищевода, желудка и кишечника
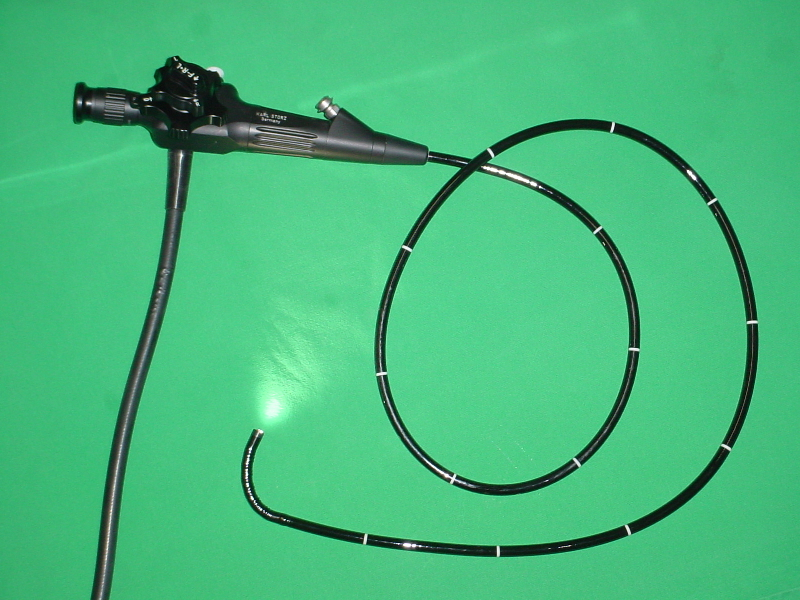
Гибкий волоконно-оптический фиброэндоскоп
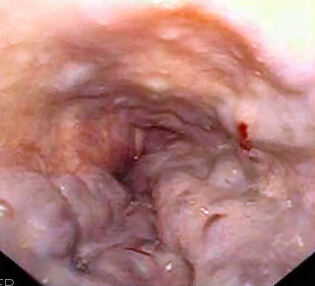
Эндоскопия пищевода пациента с варикозным расширением вен пищевода
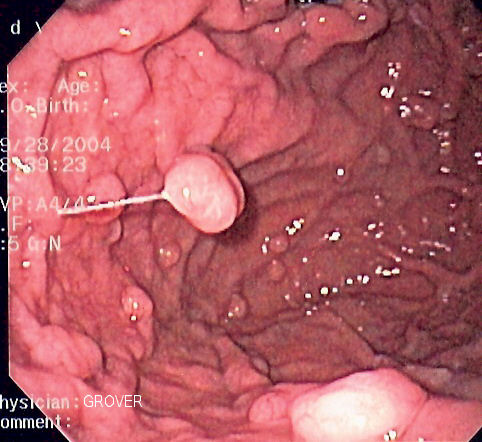
Полипы фундальных желёз желудка. Изображение получено с помощью фиброгастроскопа
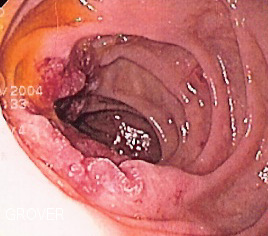
Дуоденоскопия пациента с аденокарциномой двенадцатиперстной кишки

### Исследование кислотности верхних отделов ЖКТ
Внутрижелудочная pH-метрия играет важнейшую роль при диагностике и лечении кислотозависимых заболеваний, при исследовании гастроэзофагеальных, дуоденогастральных, фаринголарингеальных рефлюксов. В клинической практике нашли применение несколько методов внутрижелудочной pH-метрии:эндоскопическая (длительность измерений 5 минут), экспресс-pH-метрия (около 30 минут), кратковременная стимулированная (до 2—3 часов) и длительная (24 часа и более) pH-метрия. pH-метрия также применяется для оценки действия кислотоподавляющих препаратов. Измерения выполняется с помощью специальных pH-метрических зондов, вводимых пациенту перорально (при кратковременной pH-метрии), трансназально (при суточной pH-метрии), через инструментальный канал эндоскопа (при эндоскопической pH-метрии) или с помощью прикрепляемых к стенке пищевода pH-метрических капсул. Исследование некислых рефлюксов выполняется с помощью импеданс-pH-метрии пищевода. Для дифференциальной диагностики загрудинных болей неясной этиологии применяется гастрокардиомониторинг — одновременное исследование кислотности ЖКТ и электрокардиограммы.

pH-метрия верхних отделов ЖКТ
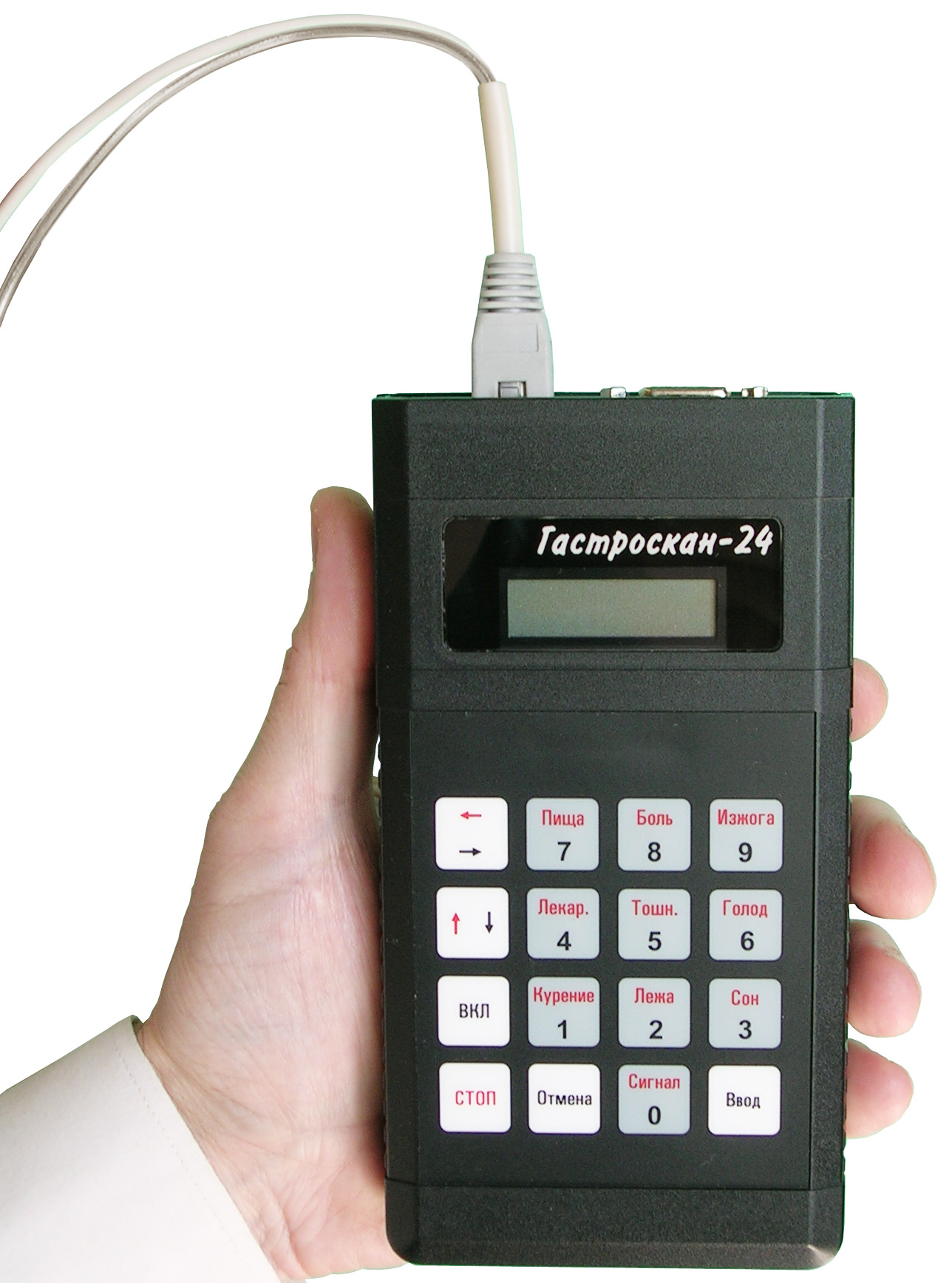
Ацидогастромонитор для суточной pH-метрии пищевода и желудка
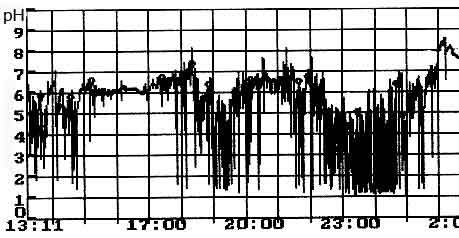
24-х часовая pH-метрия пищевода (фрагмент pH-граммы больного ГЭРБ)
pH-грамма желудка при подборе ингибиторов протонной помпы
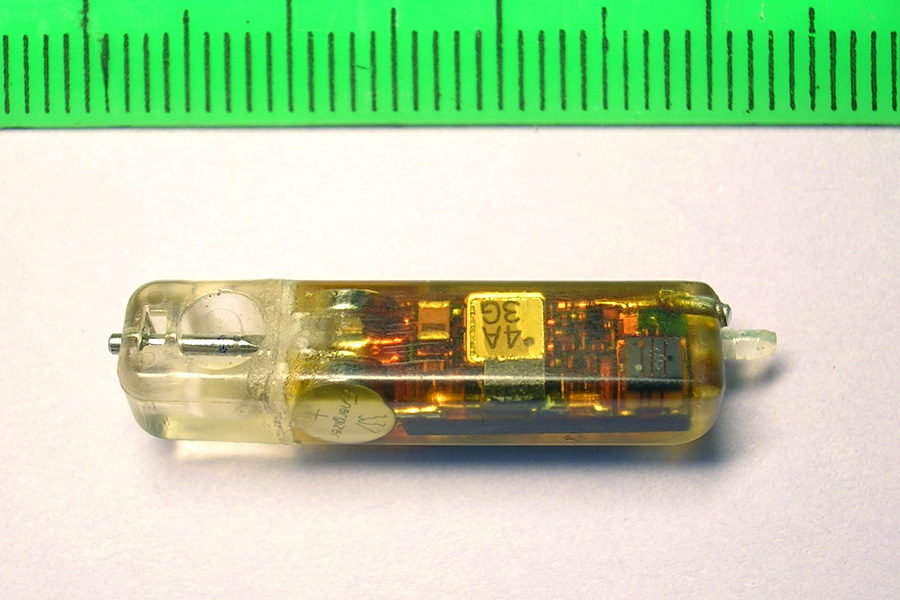
Прикрепляемая к стенке пищевода капсула «Bravo» для исследования ГЭР

### Гастроинтестинальная манометрия
Для непосредственной регистрации моторной активности органов желудочно-кишечного тракта наибольшее распространение получила манометрия, выполняемая с помощью многоканального водно-перфузионного катетера. Выделяют следующие виды манометрии: манометрию пищевода, антродуоденальную манометрию, манометрию сфинктера Одди, толстокишечную и аноректальную манометрию. Манометрия пищевода показана перед операционными вмешательствами в области гастроэзофагеального перехода, при аномалиях верхнего пищеводного сфинктера (ВПС) и глотки, исследовании давления нижнего пищеводного сфинктера (НПС), первичных расстройствах моторики пищевода (кардиоспазм, ахалазия кардии, дискинезия пищевода, диффузный спазм пищевода, гипертонус НПС), оценке дефектов перистальтики. Показаниям к проведению манометрии сфинктера Одди: постхолецистэктомический синдром, холангит, спазм сфинктера Одди, закупорка жёлчного протока и др. Аноректальная и/или толстокишечная манометрия проводится по следующим показаниям: запоры, резистентные к проводимой терапии, дифференциальная диагностика хронической кишечной псевдообструкции, необъяснимые причины нарушения моторики толстой кишки, отсутствие расслабления внутреннего сфинктера заднего прохода, перед и после оперативного вмешательства, в процессе биофидбэк-терапии по поводу недержания кала и функциональных запорах.

Гастроинтестинальная манометрия
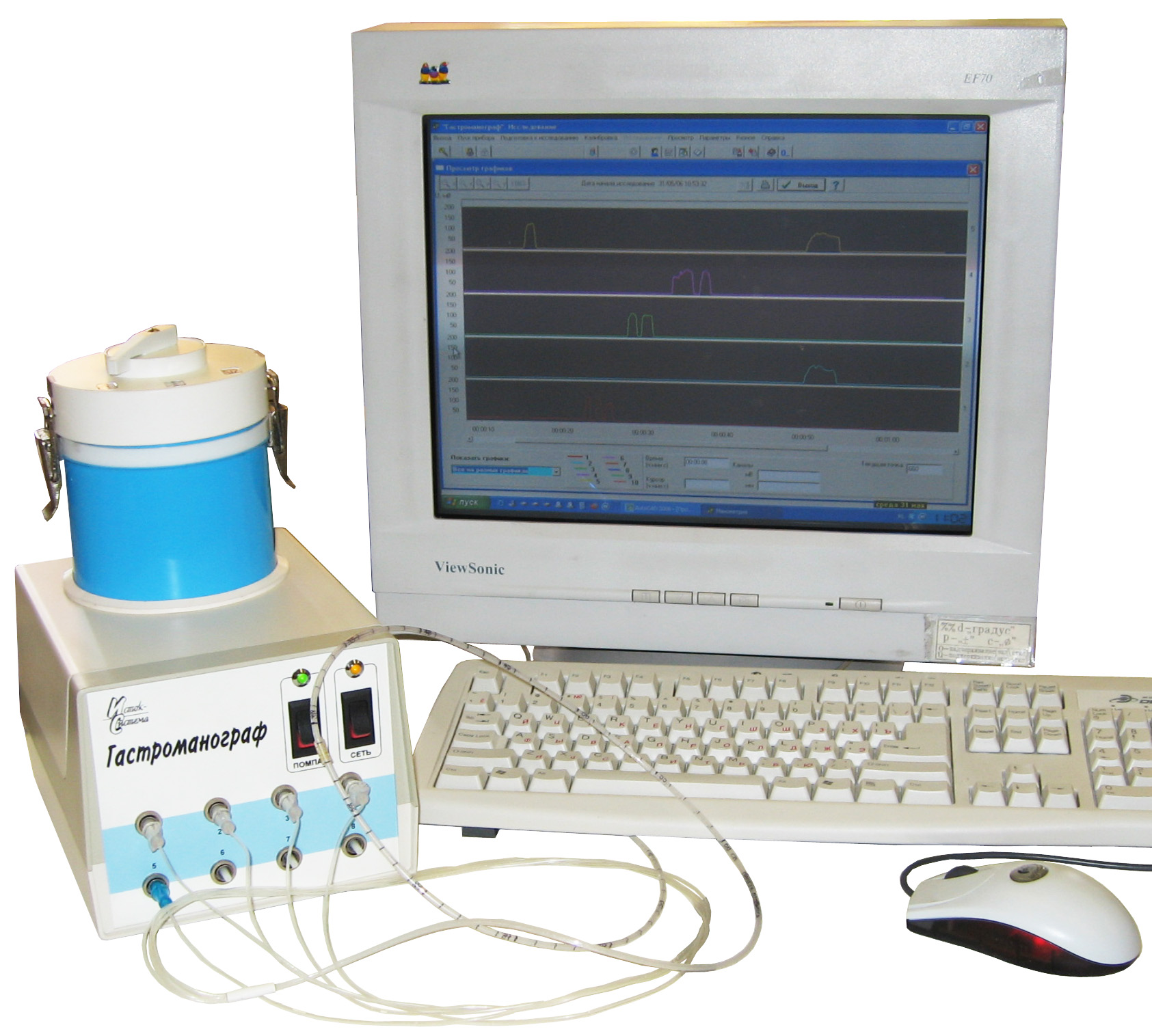
Гастроманограф для перфузионной гастроинтестинальной манометрии
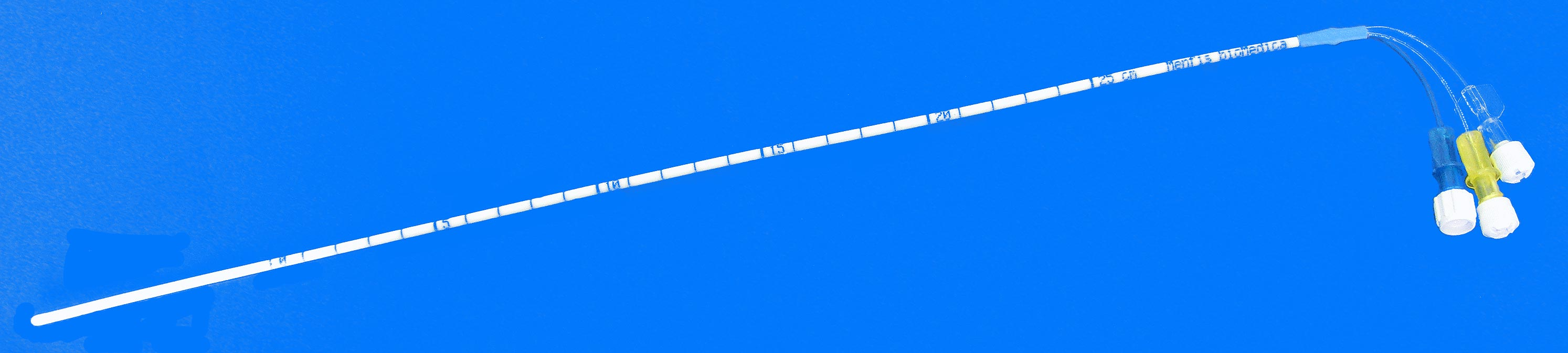
Балонный катетер для аноректальной манометрии
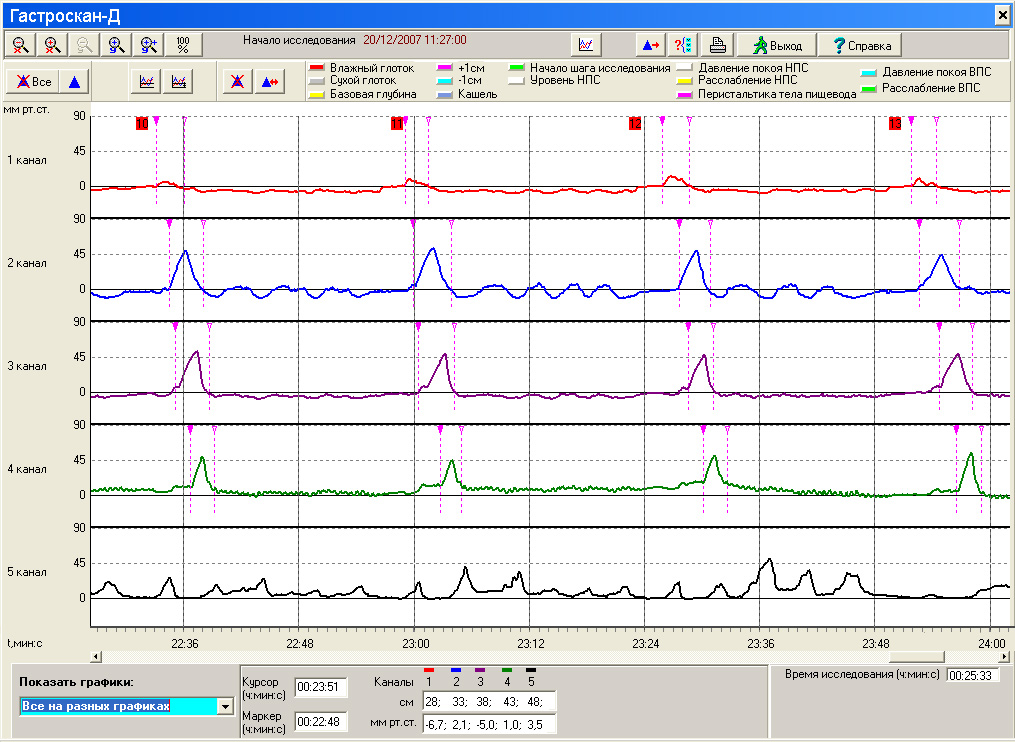
Манометрия пищевода. Показано прохождение глотка воды
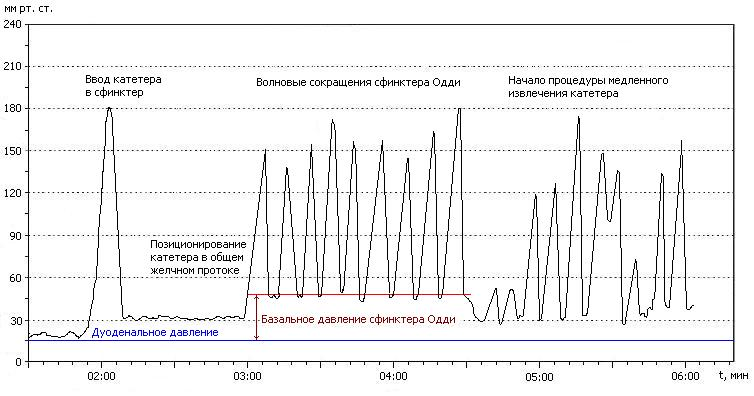
Условный график давления при манометрии сфинктера Одди

### Лучевая диагностика
При исследовании печени, поджелудочной железы и жёлчных протоков ведущую роль занимают ультразвуковые исследования (УЗИ), компьютерная томография (КТ) и магнитно-резонансная томография (МРТ). При диагностике состояния пищевода распространено рентгеновское исследование с барием, при котором прохождение глотков бариевой взвеси регистрируется флюороскопически в реальном масштабе времени. Рентгенография пищевода применяется для выявления грыж пищеводного отверстия диафрагмы, опухолей, дивертикулов, стриктур, варикозного расширения вен, инородных тел. Рентгенография или рентгеноскопия с двойным контрастированием или без него применяется при исследовании желудка и двенадцатиперстной кишки с целью выявления язв, опухолей, стриктур, обтураций, контроля результатов оперативных вмешательств. Для диагностики опухолей кишечника, воспалительных заболеваний, причин непроходимости кишки, стриктур, обструкции применяется контрастная рентгенография, компьютерная или магнито-резонансная томография.

Лучевая диагностика болезней ЖКТ
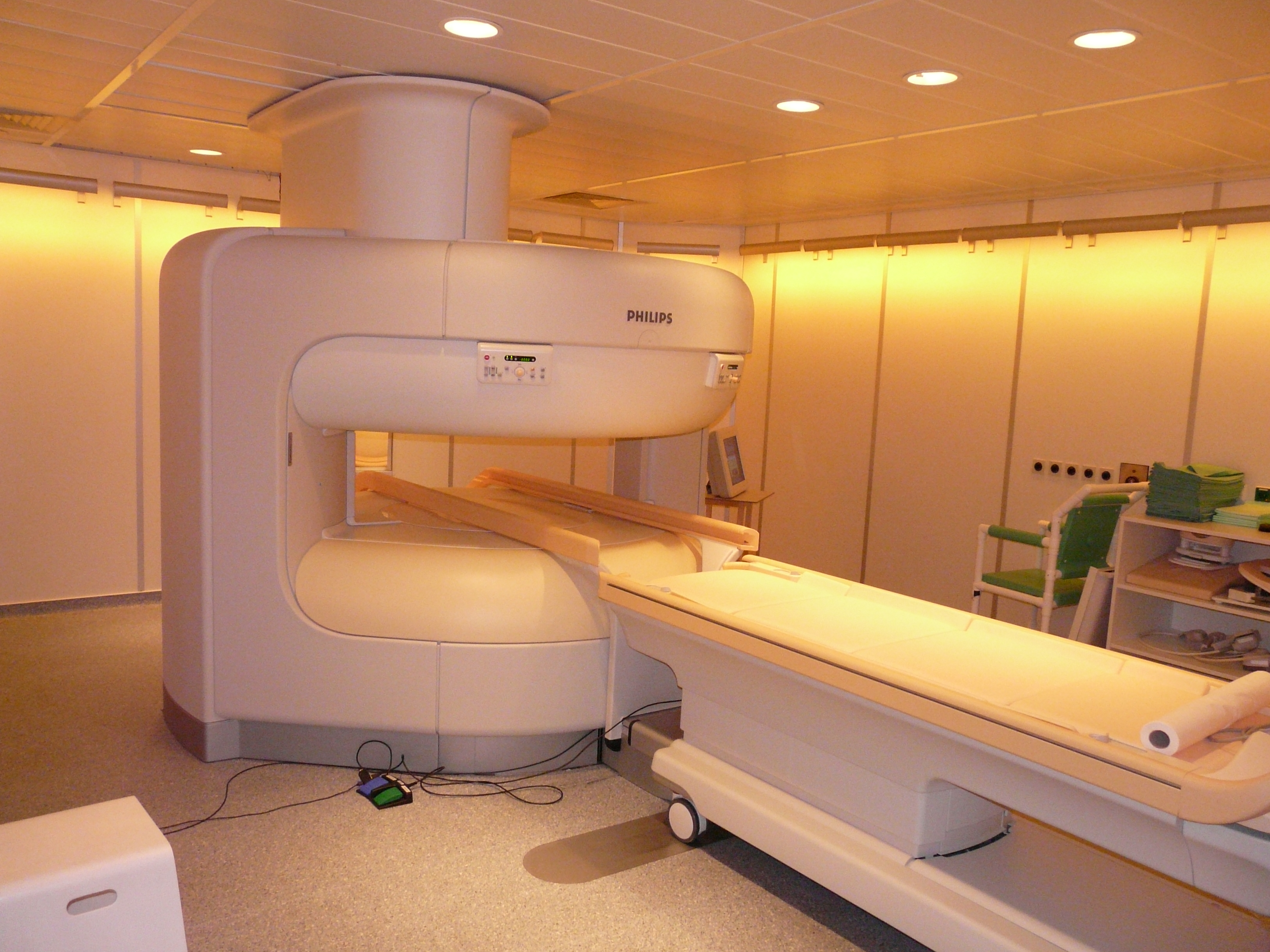
Магнито-резонансный томограф
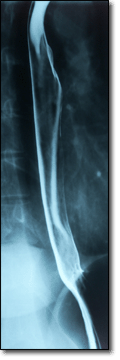
Рентгенография пищевода с контрастной бариевой взвесью
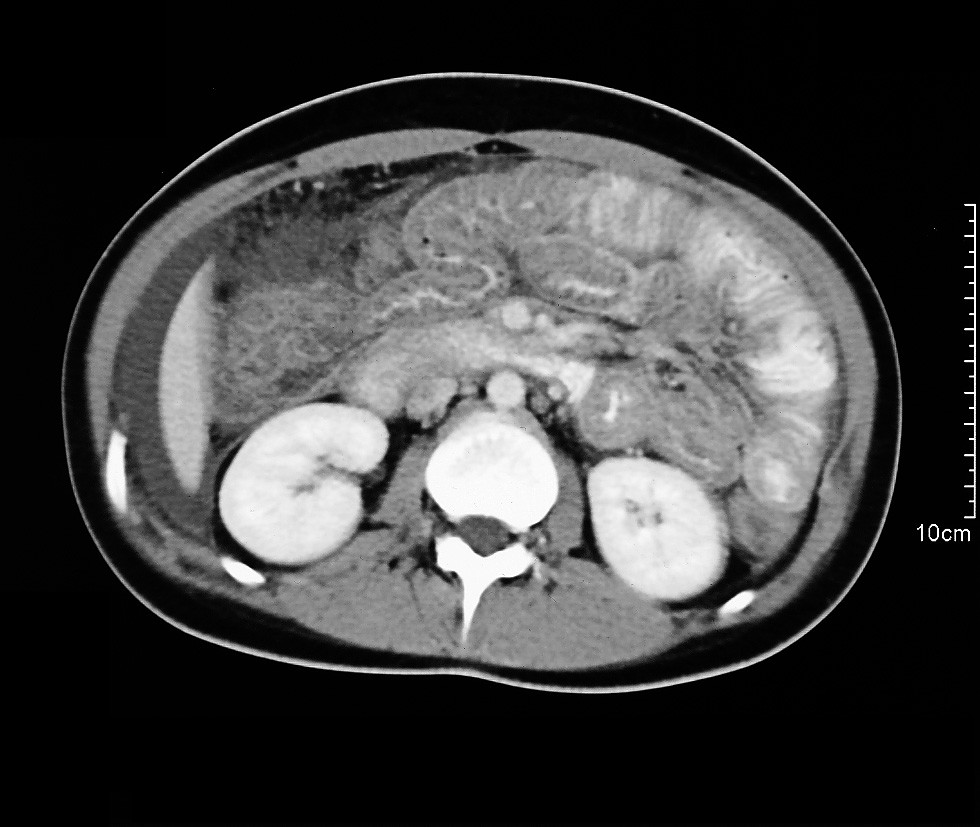
Компьютерная томография брюшной полости пациента с асцитом  и эозинофильным гастроэнтеритом
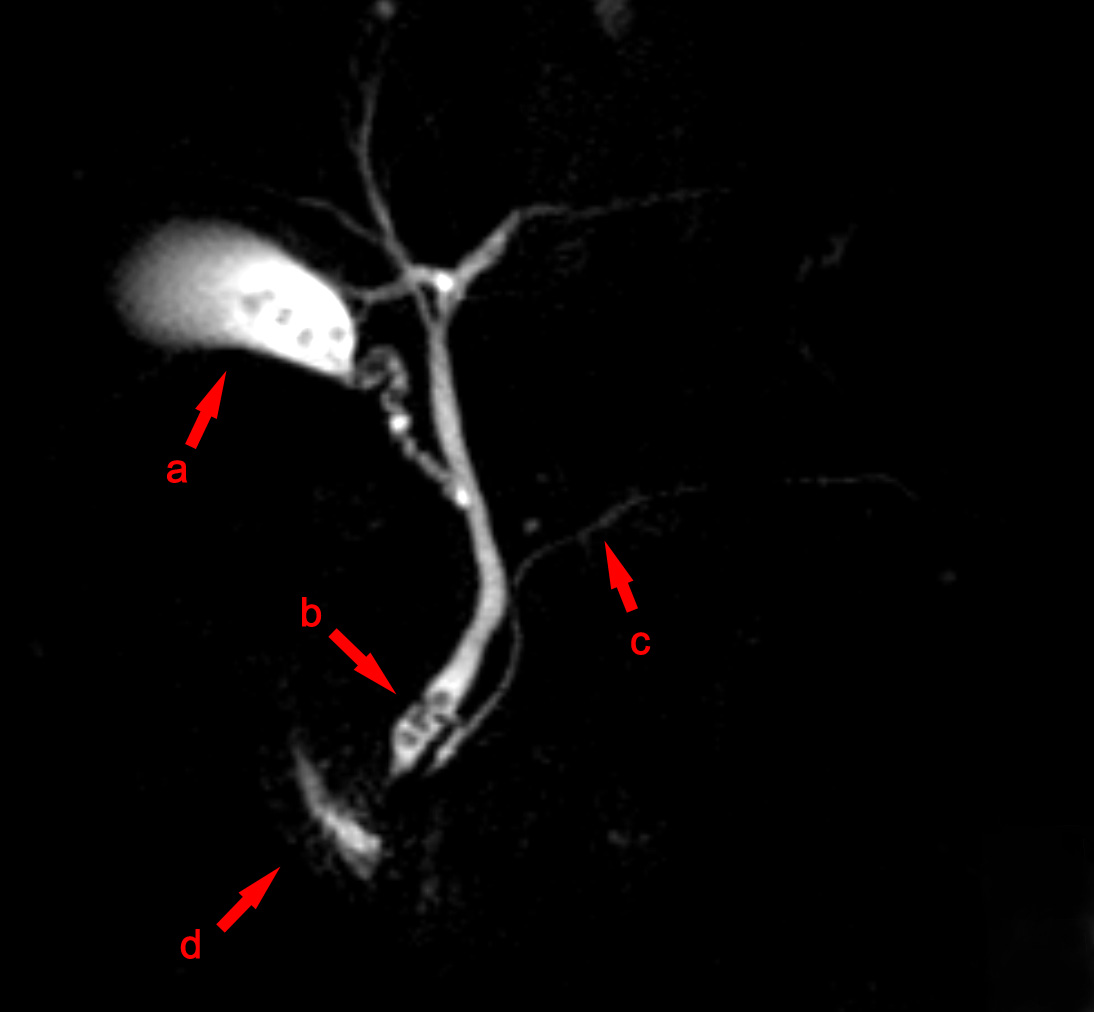
МРТ-изображение содержащих камни жёлчного пузыря и протоков

### Электрогастроэнтерография
Электрогастроэнтерография основана на записи электрических потенциалов гладкомышечных органов ЖКТ. В клинической практике используют два варианта: электрогастрографию, когда оценивается сократительная активность только желудка и запись ведётся с поверхности живота и периферическая электрогастроэнтерография, когда исследуется моторика не только желудка, но и кишечника, и запись ведётся с конечностей пациента. Периферическая электрогастрография применяется при диагностике функциональной диспепсии, пилоробульбарного стеноза, спаечной болезни брюшной полости, мезентериального тромбоза. Для диагностики и коррекции моторно-эвакуаторной функции ЖКТ у пациентов, находящихся в реанимации в послеоперационный период, используется длительная электрогастроэнтерография (18—24 часа) с применением парентеральных стимуляторов (прокинетики, прозерин, дистигмина бромид) вместо пищевого.

Периферическая электрогастроэнтерография
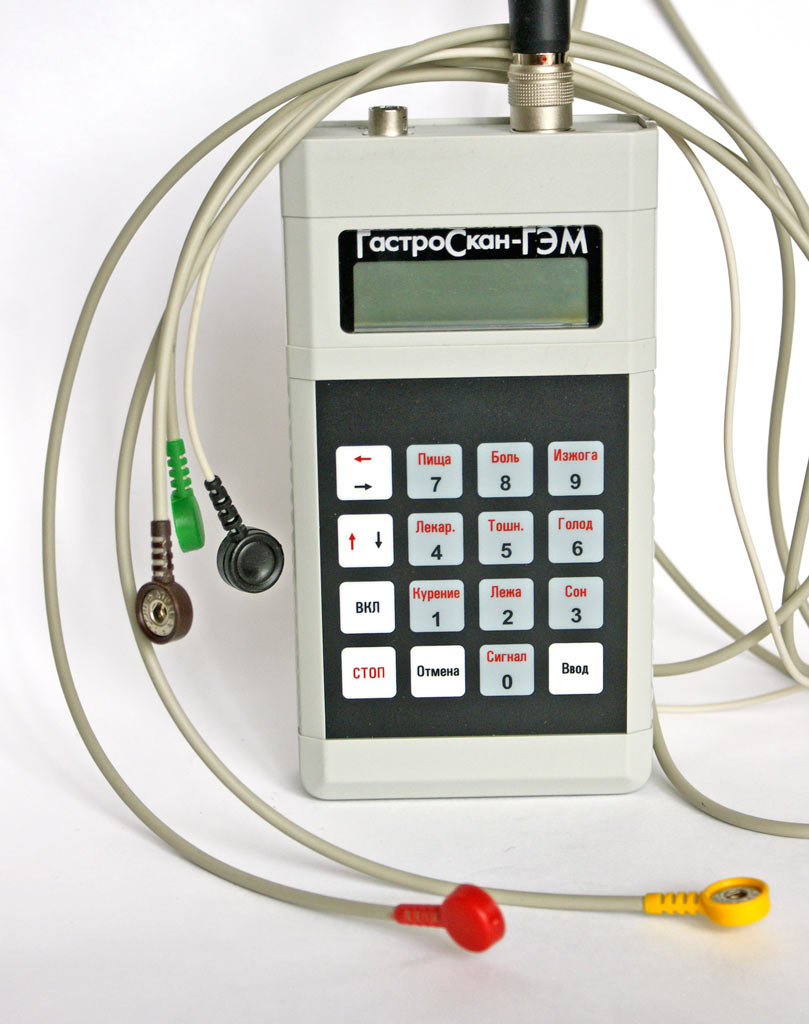
Двухканальный носимый суточный электрогастро- энтерограф
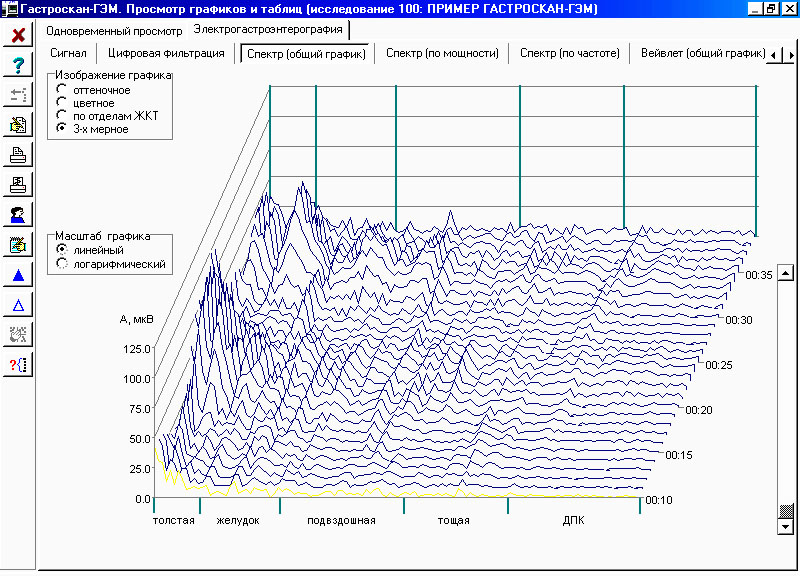
Электрогастроэнтеро- грамма человека
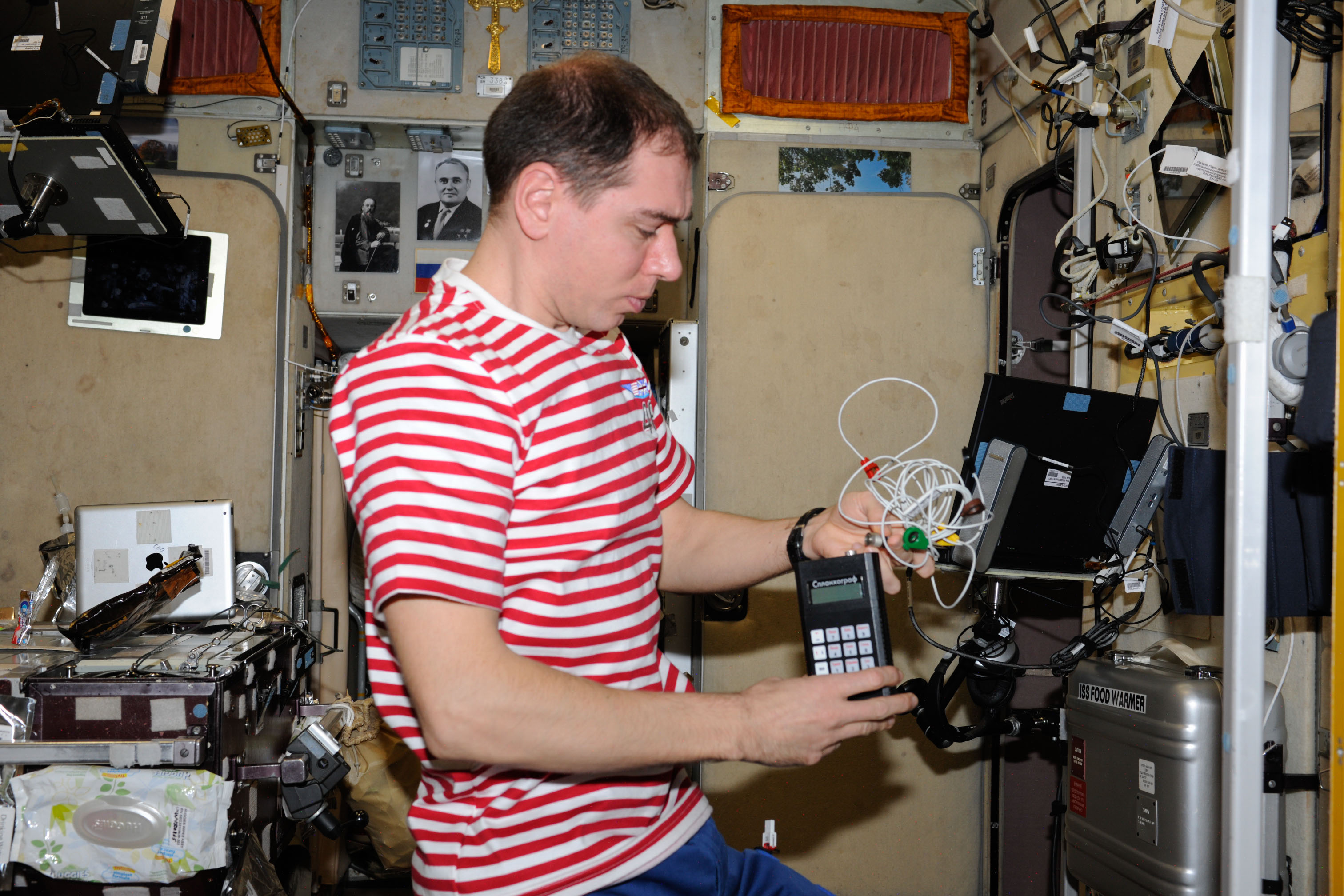
Космонавт Сергей Волков с прибором для электрогастроэнтерографии «Спланхограф» на борту Международной космической станции.

## Научные и научно-практические журналы по гастроэнтерологии
В список изданий, рекомендуемых для опубликования основных научных результатов диссертации на соискание учёной степени кандидата и доктора наук, включены, согласно решению Президиума ВАК № 6/6 от 19 февраля 2010, три гастроэнтерологических журнала: Вестник хирургической гастроэнтерологии, Клинические перспективы гастроэнтерологии, гепатологии, Российский журнал гастроэнтерологии, гепатологии и колопроктологии. Кроме того, в России издаются следующие профессиональные гастроэнтерологические журналы: Клиническая гастроэнтерология и гепатология, Экспериментальная и клиническая гастроэнтерология, Гастроэнтерология Санкт-Петербурга.
Ведущим украинским гастроэнтерологическим журналом является Сучасна гастроэнтерологія. В нём часть статей публикуется на украинском, часть на русском языках, аннотации статей — на украинском (для русскоязычных статей), русском (для украиноязычных) и английском языках.
Наибольшее число научных журналов по гастроэнтерологии издаётся на английском языке. Это входящий в «Список 100 самых влиятельных журналов биологии и медицины за последние 100 лет» Gastroenterology, а также журналы: American Journal of Gastroenterology, Clinical Gastroenterology and Hepatology, Current Opinion in Gastroenterology, European Journal of Gastroenterology and Hepatology, Gastroenterology Nursing, Gut, Journal of Clinical Gastroenterology, Nature Reviews Gastroenterology & Hepatology, Scandinavian Journal of Gastroenterology, The Turkish Journal of Gastroenterology и другие.

## Объединения и ассоциации гастроэнтерологов

### Международные
- Всемирная организация гастроэнтерологов (англ. The World Gastroenterology Organisation; WGO).
- Всемирная организация эндоскопии пищеварительной системы (англ. The World Organisation for Digestive Endoscopy; OMED).
- Европейское общество гастроинтенсинальной эндоскопии (англ. The European Society of Gastrointestinal Endoscopy; ESCE) — европейская зона OMED.

### Российские
- Российская гастроэнтерологическая ассоциация (РГА) — член WGO.
- Научное общество гастроэнтерологов России (НОГР) — член WGO.
- Российское общество эндоскопии пищеварительной системы (РОЭПС) — член Европейско-средиземноморской зоны (ESCE) OMED.

### Иностранные
- Американская гастроэнтерологическая ассоциация (англ. The American Gastroenterological Association; AGA) — член WGO.
- Американская коллегия гастроэнтерологов (англ. The American College of Gastroenterology; ACG) — член WGO.
- Американское общество гастроинтенсинальной эндоскопии (англ. The American Society for Gastrointestinal Endoscopy; ASGE) — член Интерамериканской зоны (SIED) OMED.
- Британское общество гастроэнтерологов (англ. The British Society of Gastroenterology; BSG) — член WGO.

## 29 мая — Всемирный день здорового пищеварения
29 мая Всемирной организацией гастроэнтерологов объявлен Всемирным днём здорового пищеварения (англ. World Digestive Health Day). Каждый год Всемирный день здорового пищеварения посвящается какой-нибудь одной серьёзной гастроэнтерологической проблеме. В 2009 году — синдрому раздражённого кишечника, в 2010 — воспалительным болезням кишечника (болезни Крона и язвенному колиту), 2011 — кишечным инфекциям, 2012 — общим гастроинтенсинальным симптомам («от изжоги до запора») , 2013 — раку печени, 2014 — кишечной микробиоте.
Дата 29 мая выбрана потому, что в этот день, в 1958 году, был принят Устав Всемирной организации гастроэнтерологов.

## Лекарственные препараты для лечения гастроэнтерологических заболеваний

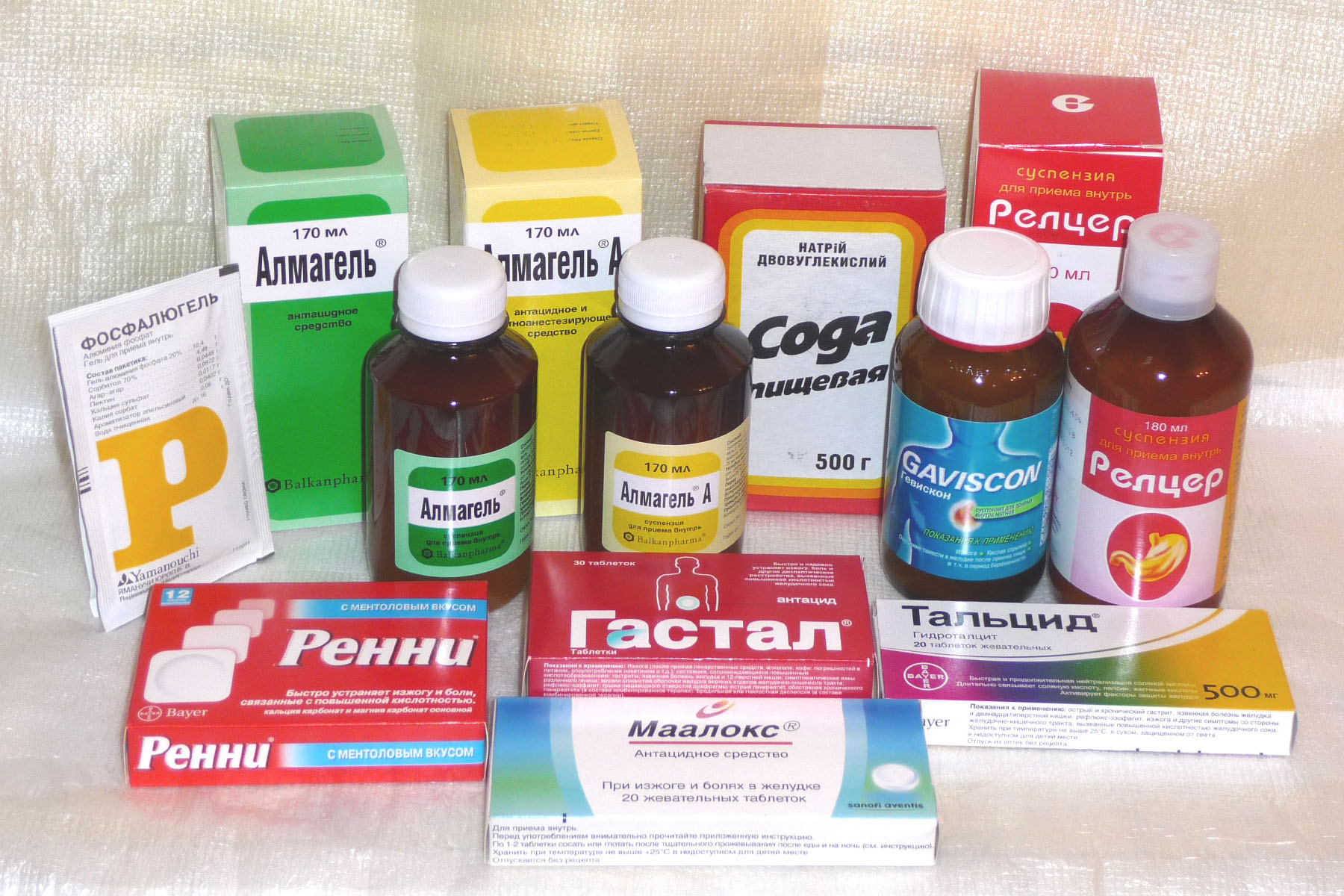
Антациды — препараты для симптоматического лечения кислотозависимых заболеваний

В анатомо-терапевтическо-химической классификации выделен «Раздел А. Препараты, влияющие на пищеварительный тракт и обмен веществ», в который включены лекарственные средства для лечения гастроэнтерологических заболеваний.
В Фармакологическом указателе в разделе «Органотропные средства» имеется подраздел «Желудочно-кишечные средства», который включает в себя следующие группы лекарств: «Антациды и адсорбенты», «Ветрогонные средства», «Гепатопротекторы», «Желчегонные средства и препараты жёлчи», «H2-антигистаминные средства», «Ингибиторы протонного насоса», «Противодиарейные средства», «Противорвотные средства», «Регуляторы аппетита», «Слабительные средства», «Средства, нормализующие микрофлору кишечника», «Стимуляторы моторики ЖКТ, в том числе рвотные средства», «Стоматологические средства», «Другие желудочно-кишечные средства».